# Гангзур (гевог)

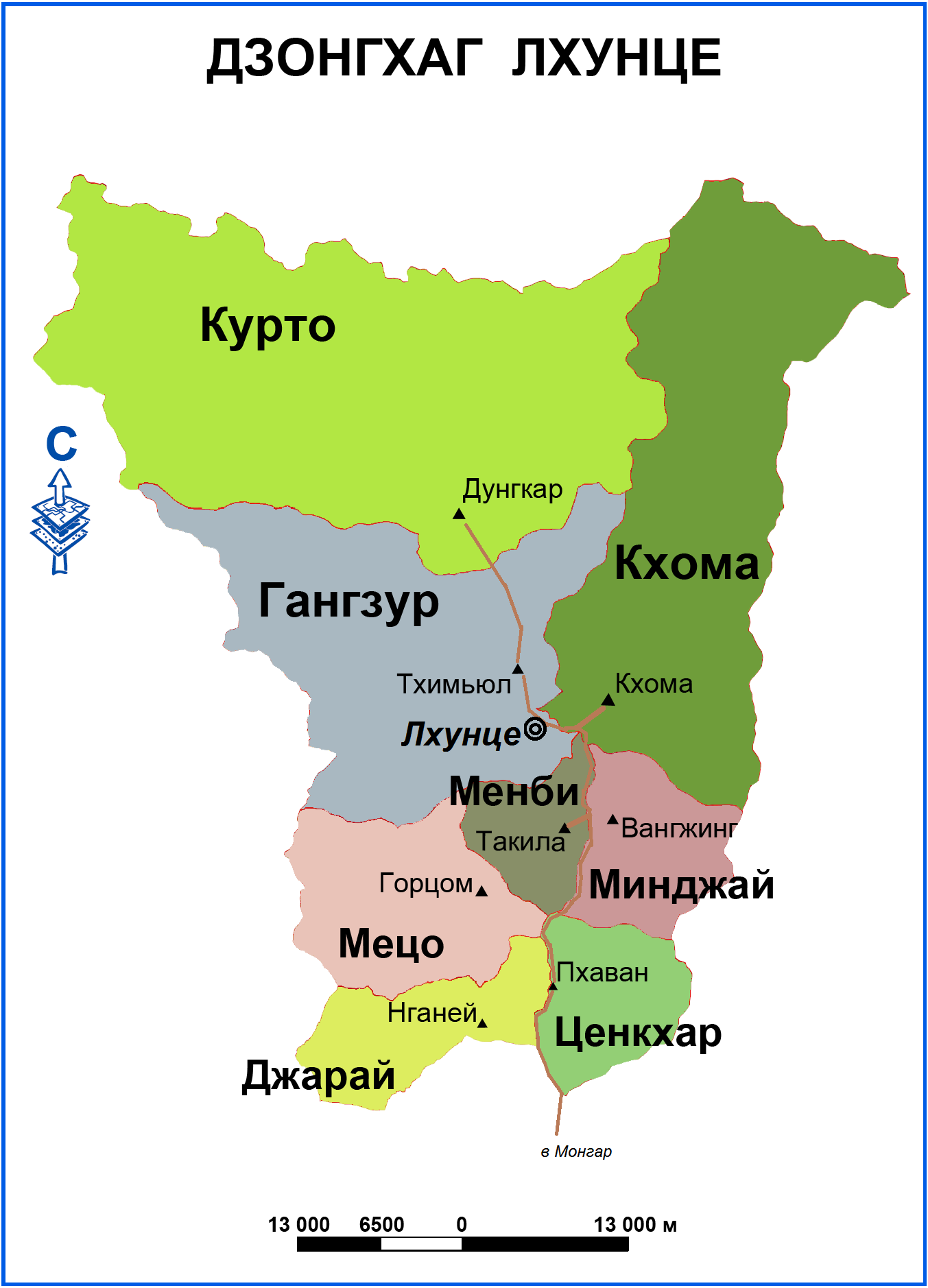
Гевоги Дзонгхага Лхунгце

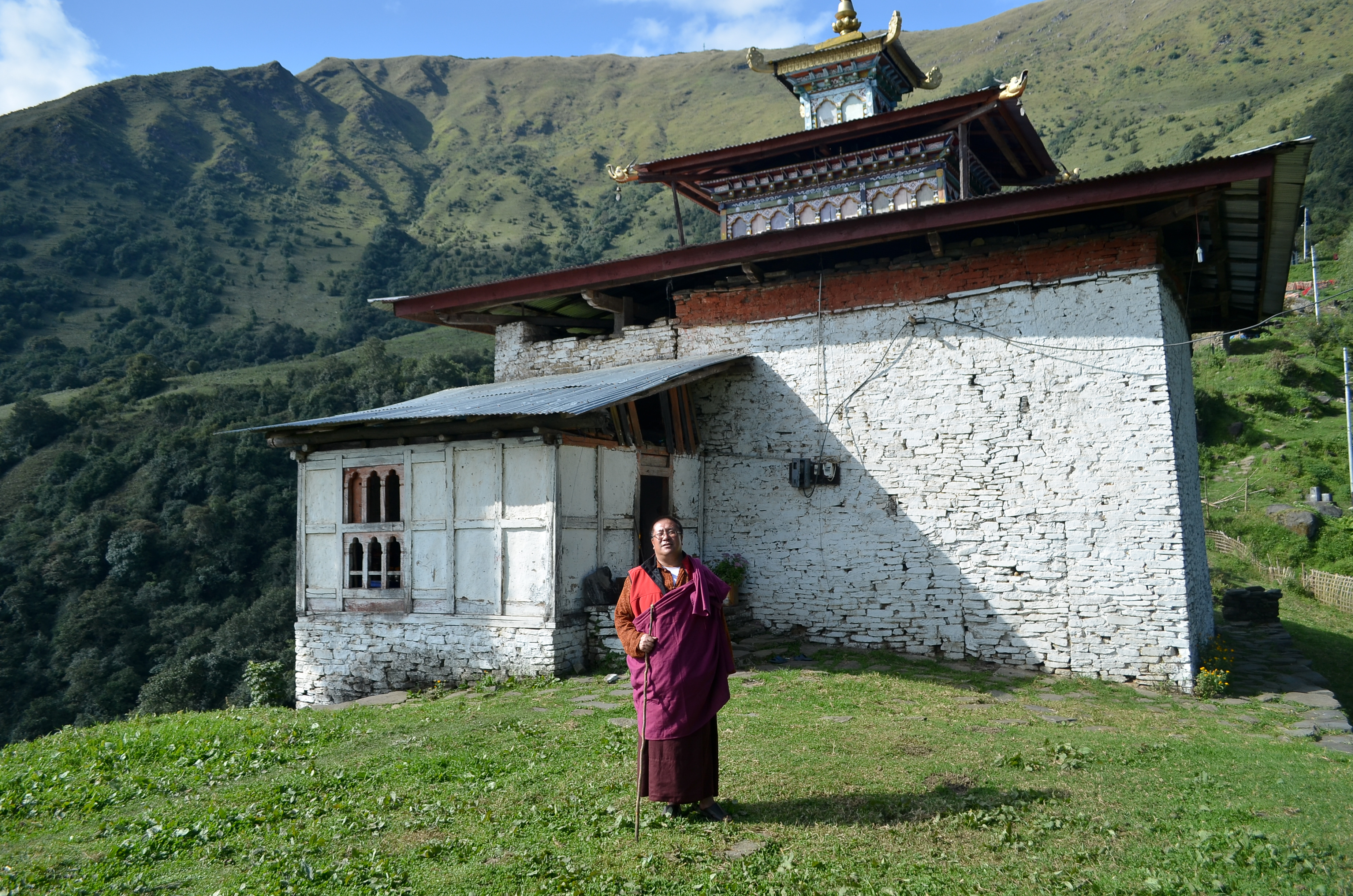
Храм Кхочунг-лхаканг в гевоге Гангзур

Гангзур (дзонг-кэ སྒང་ཟུར, лат. Gangzur)) — гевог в Бутане в дзонгхаге Лхунце, расположенный в центральной и восточной части региона. Населённые пункты сосредоточены вдоль реки Кури-Чу и недалеко от долины в боковых притоках, в то время как остальная часть почти лишена постоянных поселений.
Центром гевога (зал собраний) находится у чортена Тхимьюл на шоссе от Лхунце в Курто.
Столица дзонкхага Лхунце формально входит в территорию гевога. От главной трассы вдоль реки отходят к деревням несколько фермерских дорог. В гевоге развита ирригационная сеть,  выращивается картошка, кукуруза, чили.
Часть территории гевога занимает охраняемая природная территория Вангчук Центенниал парк. Друная часть входит в Национальный парк Тхрумшинг.
Деревня Гангзур находится в 2 км от Лхунце и знаменита гончарным промыслом.
Известный монастырь Йодра-гомпа находится на горе в четырёх часах подъёма от деревни Гангзур 27°39′31″ с. ш. 91°10′35″ в. д..

Согласно пятилетнму плану, в XI пятилетке 2013 - 2018 будет уделяться внимание строительству ирригации и укреплению сельского хозяйства. 